# Slagzij in een draai
Slagzij in een draai verwijst naar de mate waarin een schip slagzij krijgt tijdens een draaibeweging. Deze hangt af van de stabiliteit van het schip en is voor de bemanning van belang.

## Verschillende stadia in een draai
De verschillende krachten die een rol spelen op het schip in een draai werken niet in hetzelfde vlak als het vlak door het zwaartepunt G of het draaipunt van het schip. De krachten die een rol spelen zijn: de weerstand van het water op het roer - L, de weerstand van het water op de romp - W en de stuwkracht - S.
Om de verschillende stadia van de draai te bespreken, nemen we een roeruitslag naar bakboord.

### Eerste stadium

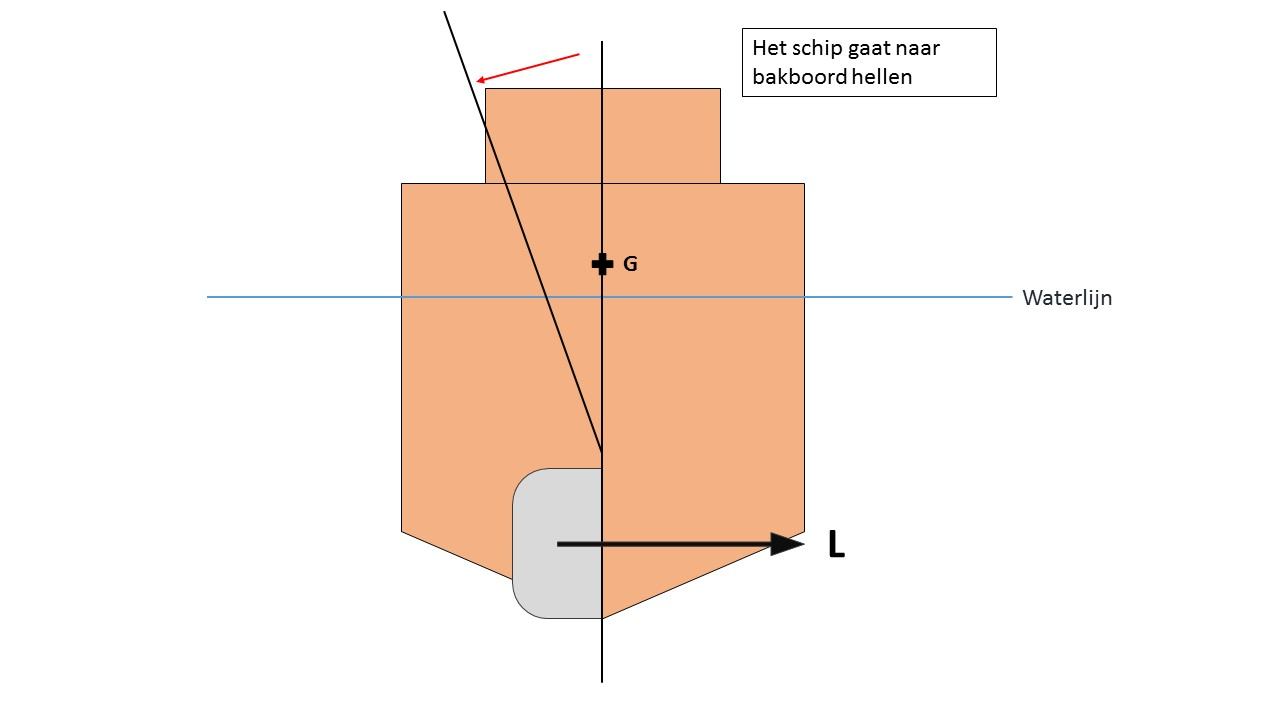
Stadium 1

De kracht L, die ongeveer halverwege het roerblad aangrijpt, zal naar stuurboord werken. Dit punt ligt lager dan het zwaartepunt G van het schip, waardoor een slagzij naar bakboord zal ontstaan (binnenbocht). 

### Tweede stadium

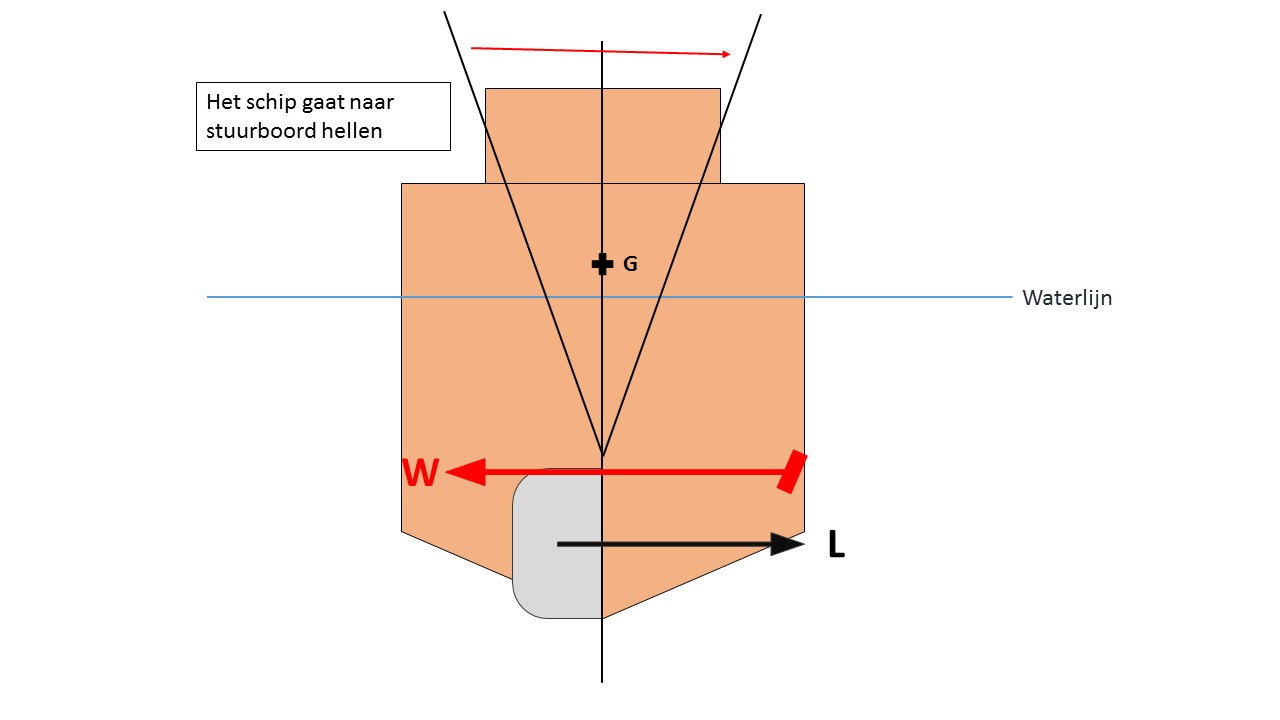
Stadium 2

Als het schip recht vooruit vaart, ontstaat er een weerstand van het water tegen het schip. Deze weerstand werkt recht tegen het schip.
Bij een draai naar bakboord verplaatst de weerstand zich meer naar de stuurboordsboeg van het schip. Deze weerstand W grijpt ook aan onder het zwaartepunt G van het schip en is veel groter dan de kracht L.
Hierdoor ontstaan er 2 koppels, namelijk LxG en WxG, beide werken in tegenovergestelde richting. Het koppel WxG is veel groter dan het koppel LxG waardoor het schip een slagzij naar stuurboord zal krijgen (buitenbocht).
Aangezien de weerstand W veel groter is dan de kracht L, is dit verschijnsel beter vast te stellen dan het eerste stadium.

### Derde stadium
Het schip zal in een draai snelheid verliezen. Dit komt doordat de weerstand W groter en groter wordt, tot er een constante draai is van het schip. Als de weerstand constant blijft, zal de snelheid van het schip ook constant blijven.
In het derde stadium van de draai, blijft de hellingshoek naar dezelfde kant gericht als in het tweede stadium, dus naar stuurboord. Door het snelheidsverlies zal de grootste hellingshoek tot meer dan de helft verminderen.
Duidelijk wordt dat na tijdens het tweede stadium, en meer specifiek de overgang van het eerste naar het tweede stadium, de hellingshoek het grootst is. Dit komt doordat het schip door de statische evenwichtstoestand heen gaat, als gevolg van de massatraagheid van het schip. Het spreekt ook vanzelf dat de bemanning rekening moet houden met deze hellingshoeken en hellingshoekveranderingen. Bij schepen met een hoog zwaartepunt, een hoge snelheid en een kleine draaicirkel is er een reëel gevaar voor kapseizen.

## Onstabiele schepen
De hoeveelheid slagzij het schip zal krijgen, hangt af van de grootte van het oprichtende koppel.
Bevindt het schip zich in een constante draai, dan heeft het een constante helling. De krachten L en W zijn in evenwicht met het oprichtende koppel. Als plots het roer weer in het midscheepse vlak wordt gelegd, dan valt de kracht L weg. Doordat deze kracht wegvalt, valt ook het koppel LxG weg, met als gevolg dat de hellingshoek naar stuurboord groter zal worden door het koppel WxG.
De enige oplossing om slagzij te verminderen na een bocht, is de snelheid van het schip verminderen. Als de snelheid vermindert, dan vermindert ook de weerstand W van het water op de romp. Hierdoor wordt het koppel WxG ook kleiner en dus vermindert de hellingshoek.

## Opmerking
Bij snelle en vaak kleinere schepen steekt een groot gedeelte van het voorsteven van het schip boven het water uit, het zogenoemde planeren. Als deze schepen een roeruitslag geven over bakboord, dan zal het schip in plaats van over stuurboord hellen, naar bakboord hellen (binnenbocht). Dit is te verklaren doordat de weerstand W van het water op de romp veel kleiner is omdat er een kleinere oppervlakte onder water is. De kracht L zal de weerstand W overtreffen met als gevolg dat een schip in een bakboord draai naar bakboord zal hellen.